# Jewgenija Markowna Albaz

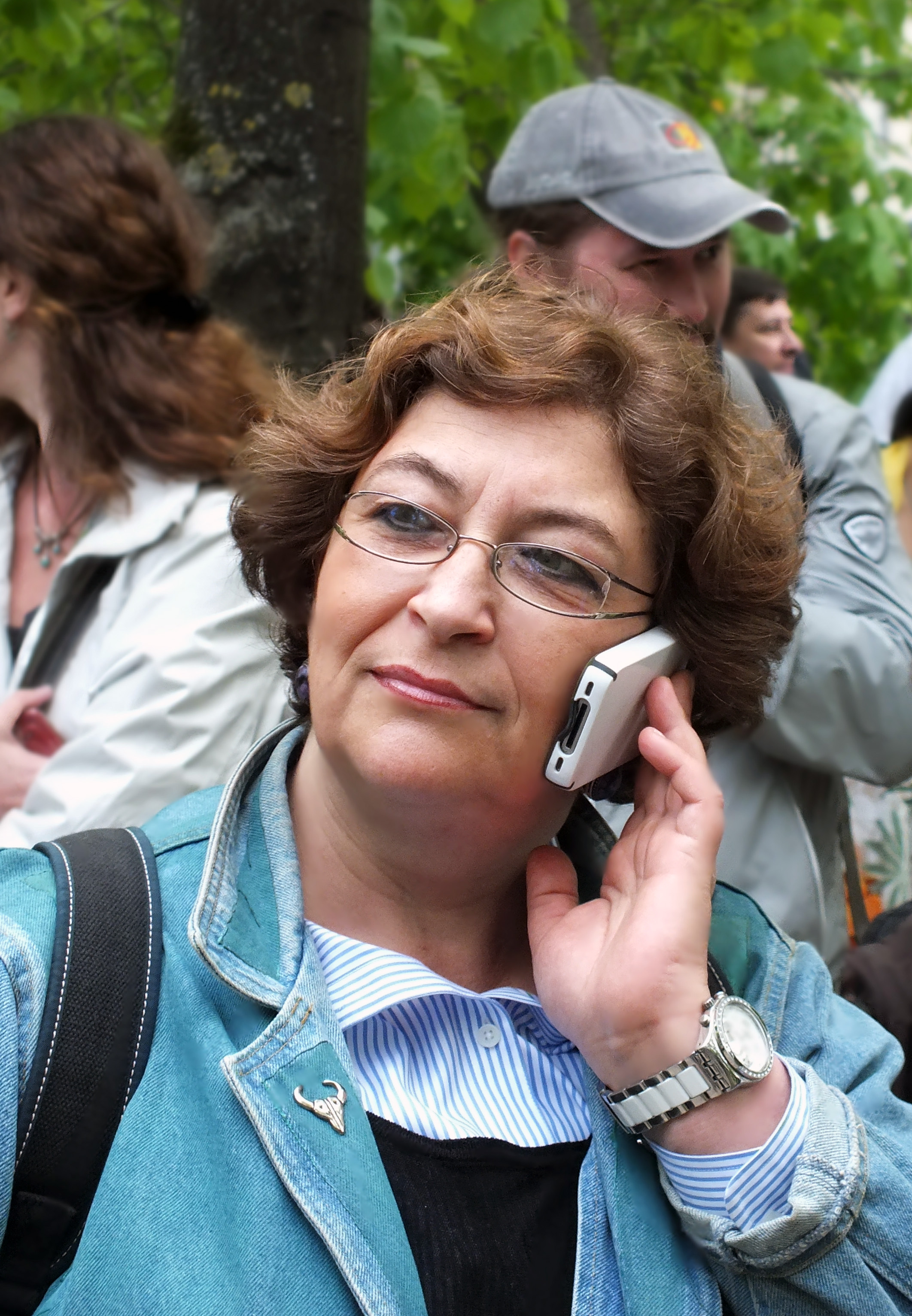
Jewgenija Albaz

Jewgenija Markowna Albaz (russisch Евгения Марковна Альбац, wiss. Transliteration Evgenija Markovna Al'bac, * 5. September 1958) ist eine russische Enthüllungsjournalistin, Politikwissenschaftlerin, Schriftstellerin und Radiomoderatorin. Seit 2011 arbeitet sie als Chefredakteurin der Zeitschrift Nowoje Wremja.

## Jugend und Ausbildung
Albaz' Vater, Mark Jefremowitsch Albaz, war während des Zweiten Weltkriegs Mitglied eines Teams der Abteilung Nachrichtengewinnung und Aufklärung beim sowjetischen Auslandsgeheimdienst Hauptverwaltung Aufklärung und hielt sich im Reichskommissariat Ukraine auf. Im Jahr 1943 wurde er verwundet und aus der Armee entlassen. Danach arbeitete er als Ingenieur in einer wissenschaftlichen Einrichtung und entwarf Funkortungssysteme für die Sowjetarmee. Albaz' Mutter, Jelena Izmaylovskaya, war Schauspielerin und Radiomoderatorin. Albaz' ältere Schwester, Tatjana Komarowa, ist Fernsehmoderatorin und Nachrichtensprecherin.
Jewgenija Albaz schloss 1980 ihr Studium an der Fakultät für Journalismus der Lomonossow-Universität Moskau ab. Eine ihrer Kommilitoninnen und Freundinnen war Anna Politkowskaja, die zu einer investigativen Journalistin wurde und 2006 ermordet wurde.

## Journalistische Karriere
Albazs begann ihre berufliche Tätigkeit als freie Reporterin bei der Komsomolskaja Prawda, während sie noch studierte. Nach ihrem Abschluss gelang es ihr, eine Stelle als Assistentin in der Leserbriefabteilung bei der Sonntagsbeilage Nedelya der Iswestija zu bekommen. Zur gleichen Zeit begann sie, für dieselbe Zeitung über Astrophysik und Teilchenphysik zu schreiben. Von 1986 bis 1992 arbeitete sie für die Moskowskije Nowosti als Sonderkorrespondentin und schrieb über die berüchtigte politische Polizei der UdSSR, den KGB. Von 1996 bis 2006 arbeitete sie für Iswestija und leitete dort die wöchentliche Kolumne Wir und unsere Kinder sowie für die Nowaja gaseta.
Für ihre Enthüllungen über die schlechten Bedingungen auf Entbindungsstationen erhielt sie 1989 den Preis der Goldenen Schreibfeder des russischen Journalistenverbandes.
Albaz wurde 1997 von der Iswestija entlassen, nachdem sie einen großen Artikel über angebliche illegale Aktivitäten des FSB veröffentlicht hatte. Durch eine gerichtliche Entscheidung vom 15. März 1997 wurde sie wieder in ihr Amt eingesetzt.
Im Jahr 2007 wurde Albaz Stellvertretende Chefredakteurin der Zeitschrift Nowoje Wremja. Am 16. Januar 2009 löste sie Irena Lesnewskaja als Chefredakteurin der Zeitschrift ab.
Seit 2013 ist sie eines der Jurymitglieder des Europäischen Pressepreis. Sie arbeitet beim Radiosender Echo Moskwy und schreibt für die Moscow Times.

## Politische Aktivitäten
Von 1993 bis 2000 war sie Mitglied des Gnadenausschusses der Russischen Präsidialverwaltung.

## Forschung und Arbeit
Albaz war 1993 Fellow der Nieman Foundation for Journalism an der Harvard University. Im Jahr 2004 promovierte Albaz an dieser Universität in Politikwissenschaft.
1992 wurde Albaz zum Berater einer Kommission der russischen Duma ernannt, die die Beteiligung des KGB am sowjetischen Putschversuch von 1991 untersuchen sollte. Als Mitglied dieser Kommission befragte sie KGB-Offiziere und beschrieb ihre Ergebnisse 1994 in The State Within a State: The KGB and Its Hold on Russia – Past, Present, and Future. Der KGB-Vorsitzende Vadim Bakatin gab Albaz in einem Interview nach 1991 die Zahl der KGB-Offiziere mit 180.000 an. Unter Verwendung der Abschätzung „vier nicht ranghohe KGB-Mitarbeiter für jeden Offizier“, schätzte Albaz, dass sich die Zahl der KGB-Mitarbeiter in Russland 1992 700.000 näherte, was „ein[en] [politischen Polizeiagent] auf 297 Bürger Russlands“, im Gegensatz zu „einem Tschekisten auf 428 Sowjetbürger“ bedeutete.
Albaz beschrieb den KGB als eine führende politische Kraft und nicht als eine Sicherheitsorganisation. Sie beschrieb, dass die KGB-Direktoren Lawrenti Beria, Juri Andropow und Wladimir Krjutschkow die Führer der Kommunistischen Partei manipulierten. Sie behauptete, der FSB, der Nachfolger des KGB, sei zu einer totalitären Partei geworden.  Der Journalist John Barron und der pensionierte KGB-Generalmajor Oleg Kalugin teilten Berichten zufolge Albaz' Standpunkt.
1992 veröffentlichte Albaz in der Iswestija einen Artikel, in dem sie Dokumente aus KGB-Archiven zitierte, wonach umstrittene amerikanische Journalist David Karr „eine kompetente KGB-Quelle“ war, die „dem KGB Informationen über die technischen Möglichkeiten der Vereinigten Staaten und anderer kapitalistischer Länder lieferte“.  Sie zitierte KGB-Vermerke, in denen Geldtransfers an kommunistische Parteien in den Vereinigten Staaten, Finnland, Frankreich und Italien sowie „Handelsgeschäfte“ der Familie von Rajiv Gandhi mit dem sowjetischen Außenhandel beschrieben wurden. Albaz erfuhr, dass der KGB den künftigen russischen Patriarchen Alexius II. als Agenten unter dem Decknamen Drozdov beschäftigte. Der KGB-Überläufer Wassili Mitrochin und der Dissidentenpriester Gleb Jakunin, die Zugang zu KGB-Archiven hatten, berichteten dies ebenfalls.
Albaz veröffentlichte 1995 ein Buch mit dem übersetzten Titel Die Judenfrage (russisch: Еврейский Вопрос) in 1995.
Von 2019 bis 2020 lehrte sie Authoritarian Politics an der University of Michigan in Ann Arbor.

## Talk shows
Seit 2004 moderiert Albaz eine Radiosendung bei Echo Moskwy. Im Februar 2007 führte sie ein Gespräch mit Olga Kryshtanovskaya, der Direktorin des Moskauer Zentrums für Elitenforschung. Kryshtanovskaya sagte, dass FSB-Mitglieder und andere „Silowiki“ Schlüsselpositionen in der russischen Regierung, im Parlament und in der Wirtschaft einnehmen. Diese Mitglieder teilen ihren militärischen Hintergrund und ihre nationalistischen Ansichten. Sie wies darauf hin, dass die meisten FSB-Mitglieder in der „amtierenden Reserve“ verbleiben, auch wenn sie die Organisation offiziell verlassen. Alle Mitglieder der „amtierenden Reserve“ erhalten ein FSB-Gehalt, befolgen FSB-Anweisungen und stehen über dem Gesetz, weil ihre Organisation sie schützt, so Kryshtanovskaya.
Im Jahr 2006 kritisierte Albaz Anna Arutunyan, die in den Moscow News einen Artikel über die ermordete Journalistin Anna Politkowskaja geschrieben hatte. Arutunyan schrieb, dass Politkowskaja zur Aktivistin wurde und dass ihre Artikel „Ungenauigkeiten“ enthielten.

## Arbeit nach dem russischen Überfall auf die Ukraine 2022
Im Zuge des russischen Überfalls auf die Ukraine 2022 und damit verbundener neu eingeführter drakonischer Anti-Presse-Gesetze, die viele einheimische und internationale Journalisten veranlassten, das Land zu verlassen, verblieb Albaz in Russland. Sie veröffentlichte weiterhin Beiträge auf ihrem YouTube-Kanal, die nach Einschätzungen anderer Journalisten nun gegen Gesetze verstießen und die Gefahr einer Verhaftung und Verurteilung mit sich brachten. Nach Albaz’ eigener Meinung sei es „zu spät“ für sie gewesen, Angst zu haben, da sie ihre Ansichten bereits in Büchern, Artikeln und Zeitschriften veröffentlicht habe und sie eine bekannte Kritikerin der Regierung sei.
Von den Menschen, welche Putin gegenüber auch nach dem Überfall loyal waren, habe niemand die ideellen Werte nennen können, welche eine Grundlage für diese Loyalität hätten sein können, so Albaz. Diese seien einfach Opportunisten gewesen, welche Loyalität als ein finanzielles Investment betrachteten. Ende Juli 2022 wurde Albaz in das russische Register der „ausländischen Agenten“ eingetragen.
Im August 2022 verließ Albaz Russland schließlich, nachdem sie von der Regierung wegen angeblicher Fehlinformationen über die russische Invasion zu einer Geldstrafe verurteilt wurde. Im September 2022 wurde bekanntgegeben, dass sie Gastjournalist am Jordan Center for the Advanced Study of Russia der New York University werde. Albaz wird dort Seminare über russische Politik sowie Kurse in Journalismus und Politikwissenschaft unterrichten. Trotz ihres Umzugs leitet Albaz weiterhin die Nowoje Wremja von New York aus.

## Familie und Privatleben
Albaz war mit dem Journalisten, Schriftsteller und Wissenschaftspopulisten Jaroslaw Golowanow verheiratet und hat eine Tochter, Olga (geb. 1988). Ihr Großvater Efraim Albaz war Mitglied des Allgemeinen Jüdischen Arbeiterbundes und kehrte aus der Schweiz nach Russland zurück, um an der Februarrevolution von 1917 teilzunehmen.